# ソユーズTMA-16

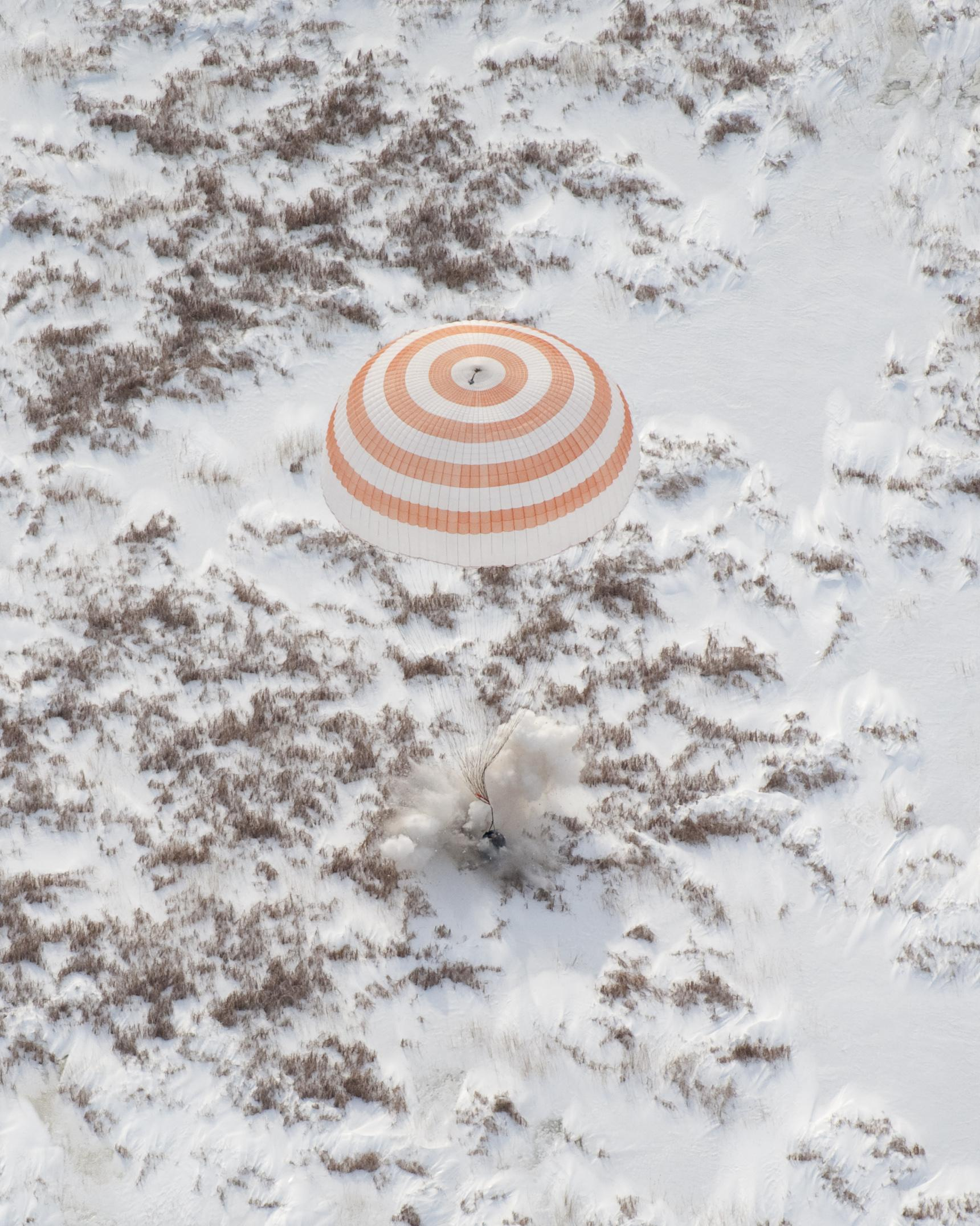
着陸する瞬間のソユーズTMA-16

ソユーズTMA-16は、第21/22次長期滞在クルー2名を国際宇宙ステーション（ISS）へ運ぶために2009年9月にソユーズFGによって打ち上げられたソユーズ宇宙船である。また、宇宙旅行者としてシルク・ドゥ・ソレイユ創業者のギー・ラリベルテが打上げ時に同乗した。もともとは宇宙旅行者ではなくカザフスタンの宇宙飛行士をISSに運搬する予定だったが、カザフスタンの経済が悪化し政府が代金を支払えないためキャンセルされた。ソユーズTMA-16は1967年以来、ソユーズ宇宙船による103回目の有人飛行である。ソユーズ宇宙船は、第21/22次長期滞在クルーの緊急脱出用として約5ヶ月間宇宙ステーションに留まった。

## 乗組員

### 打上げ時
- マクシム・スラエフ (1) -  RSA[3]
- ジェフリー・ウィリアムズ (3) -  NASA
- ギー・ラリベルテ (1) -  - 宇宙旅行者
- アイディン・アイムベトフ (1) - [4][5] -  カザフスタン - キャンセル

### 帰還時
- マクシム・スラエフ (1) -  RSA
- ジェフリー・ウィリアムズ (3) -  NASA

## バックアップ
- Aleksandr Skvortsov -  RSA
- Shannon Walker -  NASA
- Barbara Barrett-  宇宙旅行者
- Mukhtar Aymakhanov -  カザフスタン[4] - キャンセル